# مارسل اسلامکولوف
مارسل اسلامکولوف (قرقیزی: Марсель Исламкулов؛ زادهٔ ۱۸ آوریل ۱۹۹۴) بازیکن فوتبال اهل قزاقستان است.
از باشگاه‌هایی که در آن بازی کرده‌است می‌توان به باشگاه فوتبال آق‌سو اشاره کرد.
وی همچنین در تیم ملی فوتبال قرقیزستان بازی کرده‌است.